# Mistelbach, Bayreuth
Mistelbach là một đô thị ở huyện Bayreuth bang Bayern nước Đức. Đô thị Mistelbach, Bayreuth có diện tích 6,12 km², dân số thời điểm ngày 31 tháng 12 năm 2006 là 1603 người.